# 김훈이
김훈이 또는 영어식 이름인 후니 킴(영어: Hooni Kim)은 대한민국에서 태어나 주로 미국에서 활동하는 요리사이다.

## 생애
대한민국의 서울에서 태어나서 3세에 영국으로 이민을 갔고, 10세에 다시 미국으로 이민을 갔다. 미국에서 생활할 때, 캘리포니아 대학교 버클리에서 생물학 학사 학위를 취득하고 같은 대학의 의학전문대학원으로 진학하여 의사가 되려 하였으나, 진로를 바꾸어 요리사가 되었다. 이런 독특한 이력으로 인해, 그가 대한민국에서 활동할 때, 상당한 주목을 끌었다.

## 수상
미국의 뉴욕 맨해튼에 있는 한식당 DANJI와 HANJAN을 운영하고 있으며, 이들 두 식당은 한국 요리를 전담하는 식당으로서는 최초로 미슐랭 가이드 스타 1개를 받았다. 이들 식당들은 2013년에 뉴욕 타임스가 선정한 '2013년 뉴욕 10대 레스토랑'에 선정되기도 하였다.